# 矮棘豆
矮棘豆（学名：Oxytropis humilis）为豆科棘豆属下的一个种。种加名 humilis 意为“矮的”。